# Live at Woodstock
Pour les articles homonymes, voir Woodstock.
Albums de Jimi Hendrix
Live at the Fillmore East
(1999) Live at Clark University
(1999)
Live at Woodstock est un album live de Jimi Hendrix comportant le concert du 18 août 1969 au festival de Woodstock. Paru une première fois en 1994 par Alan Douglas dans une version éditée sous le nom de Jimi Hendrix: Woodstock, l'enregistrement du concert est republié en 1999 par Experience Hendrix LLC dans une version plus complète.
Au mois d'août 1969, Jimi Hendrix est l'une des têtes d'affiche du Festival de Woodstock. Il se produit le dernier jour. Après la dissolution du groupe Jimi Hendrix Experience, le guitariste est accompagné d'une formation élargie à six musiciens intitulée Gypsy Sun and Rainbows. Malgré le retard pris par le festival, le management de Jimi Hendrix refuse de changer l'ordre d'entrée en scène des groupes. Le set historique de Hendrix a commencé à 9 heures du matin et a duré environ deux heures; il a joué devant un public de moins en moins nombreux le lundi matin et le concert a conclu le festival. Durant le concert, le groupe qui jouait en conclusion du festival le lundi matin réinterprète l'hymne américain qui est historique.

## Historique de l'album

### Contexte
Dans les mois qui suivent la sortie du troisième album Electric Ladyland en 1968, les relations au sein du groupe The Jimi Hendrix Experience se sont dégradés, surtout entre Jimi et le bassiste Noel Redding. De plus, le groupe est sous pression étant très souvent en tournée et les sessions studios ne sont pas fructueuses. À la suite du concert du 29 juin 1969 au festival de Denver, le bassiste quitte, démissionne et rentre à Londres, mettant fin au groupe. Avant le concert, un journaliste avait énervé Redding en lui demandant pourquoi il était là; le journaliste l’a alors informé que deux semaines plus tôt Hendrix a annoncé qu’il avait été remplacé par Billy Cox.
Début juillet 1969, Jimi Hendrix est invité à deux émissions importantes ; le Dick Cavett Show puis le Tonight Show. Il est accompagné par Mitch Mitchell et le bassiste Billy Cox lors de la seconde émission le 10 juillet. En fait, cela fait déjà plusieurs semaines qu'il répète et enregistre avec son ancien ami Billy Cox (qu'il avait connu à l'armée en 1962) dont la première session remonte au 21 avril 1969. Trois jours plus tôt, Jimi avait repris contact avec lui à l'occasion d'un concert à Memphis.

« On s'est revu en 1969 par le biais d'un ami qui savait que Jimi allait à Memphis. On s'est rejoint au concert. Et après on est allé dans sa chambre d'hôtel et on a discuté musique. »

— Billy Cox

En août, le manager Michael Jeffery loue la Shokan House (un manoir au milieu d'un parc de plusieurs hectares avec piscine) près de Woodstock dans le nord de l’État de New York, dans le but de permettre au guitariste d'écrire et de composer pour un prochain album. Après quelques jours de vacances au Maroc avec des amis, Jimi rejoint le domaine où il séjourne à partir du 7 août 1969 jusqu'à mi-septembre,,. Dans la perspective d'un nouvel album, le guitariste met sur pied une nouvelle formation : le Gypsy Sun & Rainbows. En plus de Billy Cox, il rassemble autour de lui Larry Lee à la guitare (qu'il connaît depuis 1963) de retour à la vie civile depuis son retour de la guerre du Vietnam il y a deux mois, Juma Sultan et Jerry Velez aux percussions. Hendrix était manifestement intéressé par l'idée de jouer avec des percussionnistes : les percussionnistes de Santana ont ainsi participé à la jam du Tinker Street Cinema début août 1969. La musique produite par le groupe se démarque du rock psychédélique de l'Experience, notamment par les formes musicales plus libres que le groupe expérimente. Mitch Mitchell est appelé par Hendrix fin juillet et redevient le batteur du groupe. Arrivé au manoir, le groupe répète pendant dix jours avec Mitchell en vue du concert au festival de Woodstock, mais la formation n'est pas toujours au point.

« Le management avait loué ce manoir grotesque. Apparemment ils répétaient depuis environ dix jours avant que je sois arrivé, mais ce n'était pas flagrant. Le groupe était sinistre et la maison était sinistre.[...] Lors des répétitions, j'ai eu l'impression, à plusieurs reprises, que Jimi avait compris que cela ne fonctionnait pas, et qu'il voulait en finir avec le concert et passer à autre chose.[...] C'est probablement le seul groupe avec lequel j'ai joué qui, tout simplement, n'a fait aucun progès avec le temps. »

— Mitch Mitchell

### Le concert à Woodstock

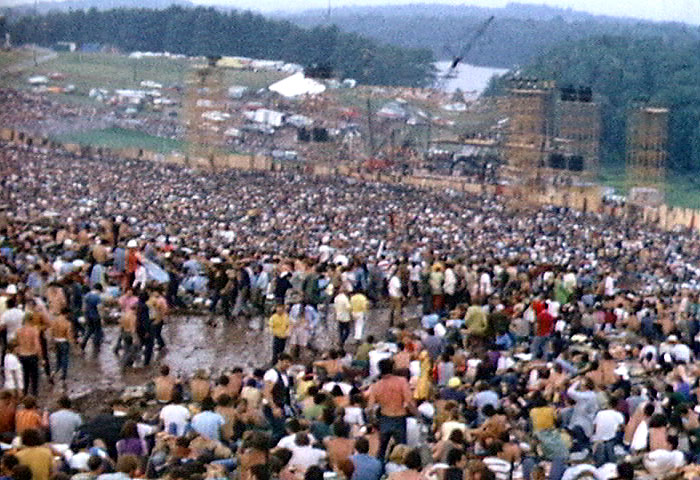
Le public du Festival de Woodstock (1969).

Woodstock Music and Art Fair est un festival organisé du 15 au 18 août 1969 principalement par Michael Lang se déroulant sur les terres du fermier Max Yasgur près de Bethel dans l'État de New York (à 60km de la ville de Woodstock) avec pour but de marquer l'apogée de la contre-culture hippie. L'affiche est exceptionnelle avec Richie Havens, Arlo Guthrie et Joan Baez le vendredi, Country Joe McDonald, Santana, Canned Heat, Grateful Dead, Creedence Clearwater Revival, Janis Joplin, Jefferson Airplane, Sly and The Family Stone et les Who le samedi, Joe Cocker, Ten Years After et Crosby, Stills, Nash and Young le dimanche et le lundi, The Paul Butterfield Blues Band, Sha Na Na et la formation de Jimi Hendrix en conclusion.
Il est donc revenu à Jimi Hendrix et à son groupe Gypsy Sun and Rainbows de conclure le festival Woodstock Music And Art Fair. Le passage sur scène était initialement programmé le dimanche 17 août à 23h, mais les intempéries rendant l'accès au site très difficile et le retard pris par les autres groupes en décident autrement. Malgré le retard pris par le festival, le management de Jimi Hendrix refuse de changer l'ordre d'entrée en scène des groupes. En attendant de pouvoir monter sur scène, les membres du groupe doivent patienter de longues heures dans des conditions difficiles, car toutes les caravanes d'hébergement sont toutes occupées. Ils finissent malgré tout par trouver refuge dans une petite maison non loin de la scène. Mais cela aurait pu être mieux selon le batteur Mitch Mitchell : « Nous avons donc échoué là-bas et avons passé le reste de la nuit à nous geler littéralement à l'intérieur. On ne peut pas dire que ce fut une partie de plaisir. »
Le lendemain, ce 18 août 1969 à 9h, la formation monte sur scène, Hendrix apparait vêtu d'une veste en daim blanche à franges, d'un jean à boutons dorés et d'un bandeau fuchsia autour de la tête. Mais c'est une nouvelle déception car la plupart des festivaliers ont déjà quitté les lieux et le public se fait moins nombreux (de l'ordre de 25000 ou 40000 selon les sources). Ainsi commence le concert et voici la liste des chansons qui seront jouées : 
1. Message To The Universe
2. Hear My Train A Comin'
3. Spanish Castle Magic
4. Red House
5. Mastermind (chanté par Larry Lee)
6. Lover Man
7. Foxy Lady
8. Jam Back At The House
9. Izabella
10. Gypsy Woman~Aware of Love (chanté par Larry Lee)
11. Fire
12. Voodoo Child (Slight Return)
13. Star Spangled Banner
14. Purple Haze
15. Woodstock Improvisation
16. Villanova Junction
17. (transition)[16]
18. Hey Joe

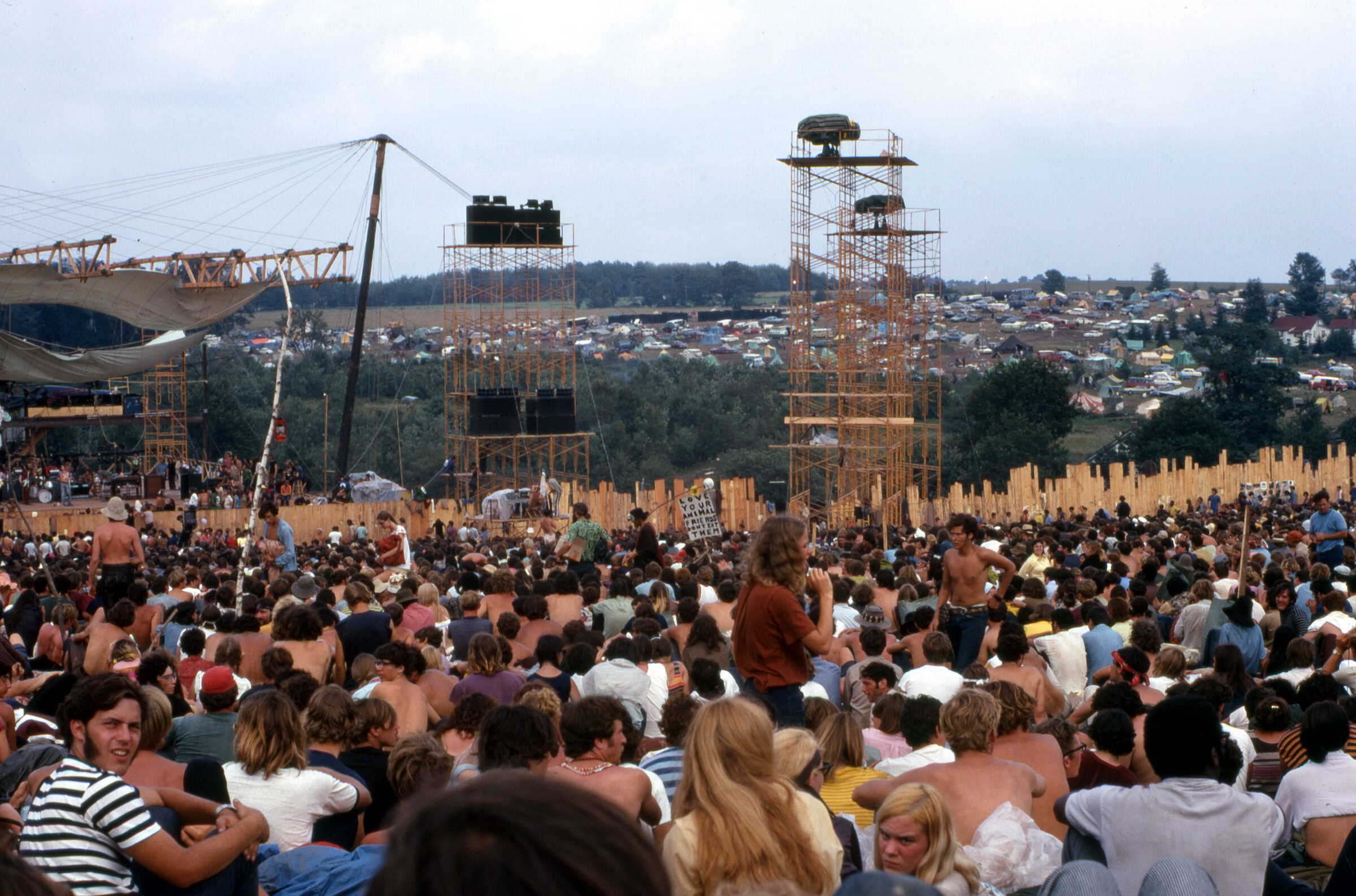
Autre prise de vue du public du Festival de Woodstock (1969).

Le batteur garde un mauvais souvenir du concert : 

« Après avoir attendu toute la nuit, le public semblait, de façon compréhensible, aussi sonné que nous l'étions, et c'était horrible de voir les gens remballer leurs affaires et partir au moment où nous arrivions. [...] Il faisait si froid et si humide à cette heure de la matinée qu'aucun de nos morceaux n'a pris forme. C'est simplement devenu de longues jams. »

— Mitch Mitchell
Eddie Kramer, ingénieur du son fidèle de Jimi Hendrix chargé de mixer et d'enregistrer l'intégralité des concerts du festival, assiste de son côté au désastre : 

« Jimi a dû faire des miracles - ce qu'il a fait. Jimi reprenait toujours la main quand c'était nécessaire. Et j'ai toujours pensé que le groupe qu'il avait choisi n'avait jamais été ce qu'il aurait dû être. Mais Jimi ne pouvait dire "non" à ses amis. Et même si, Dieu merci, il y avait Mitch et Billy... le reste des gars était juste, "oh seigneur..." »

— Eddie Kramer
En effet, durant le concert, Jimi casse une corde lorsqu'il joue Red House. À sa décharge, Larry Lee expliquera par la suite qu'il n'avait pratiquement aucun retour et qu'il n'intervenait que lorsque Jimi lui faisait signe. Mais une autre raison l'a également affecté durant toute sa prestation comme il l'explique : 

« J'étais nerveux tout au long du concert parce que, quelque temps avant, Jimi et moi étions allés dans une échoppe indienne à Shokan, où nous avions acheté des mocassins, et, à Woodstock, la scène était mouillée. Il y avait un petit tapis sur le dessus de la scène, et tant que je restait dessus, tout allait bien. Mais si je voulais faire un solo sans avoir de feedback, je devais m'éloigner du tapis et marcher là où c'était mouillé. Chaque fois que je jouais un solo, je prenais une décharge électrique. J'ai été heureux que le spectacle se termine, mec, parce que je n'aurais pas pu supporter d'autres décharges ! »

— Larry Lee
Seul Billy Cox garde un bon souvenir du concert : 

« De mon point de vue, considérant le peu de temps qu'on a eu pour rassembler du nouveau matériel et monter un groupe avec des personnes nouvelles, Woodstock a été un incroyable spectacle que beaucoup de gens ont apprécié et qu'ils écoutent encore aujourd'hui avec plaisir. »

Finalement, si ce concert n'a pas été l'une des meilleures prestations de Hendrix, il demeure à ce jour l'un des plus emblématiques de sa carrière grâce à sa réinterprétation légendaire de l'hymne américain, d'autant que le groupe a joué durant 140 minutes, ce qui est exceptionnellement long.

### Enregistrement du concert
Eddie Kramer, ingénieur du son fidèle de Jimi Hendrix avec une bonne réputation, a été engagé par le réalisateur Michael Waldleigh (car il est le gars qui enregistre Hendrix) pour mixer et enregistrer tous les concerts pendant que ce dernier filme les images de l'évènement pour son documentaire Woodstock (qui aura un oscar en 1970). Il est installé avec l'ingénieur du son Lee Osborne qui l'accompagne derrière la scène à l'arrière d'une semi-remorque équipée d'une console douze pistes et d'un magnétophone 8 pistes. Kramer se souvient que la communication avec la scène s'était rompue dès les cinq premières minutes, ce qui obligeait les gens à transmettre les messages à pied, ce qui n'est pas évident entre les musiciens et la foule. 
Les deux ingénieurs du son dorment quelques heures à même le sol dans leur semi-remorque entre la fin des concerts et la reprise à 11h le matin. Sur le plan technique, Eddie Kramer se souvient qu'il a rencontré beaucoup de difficultés avec la console qui était bruyante et était difficile de savoir quelle piste correspond à quel instrument et qu'il était impossible de changer une fois le groupe sur scène. Ainsi, pendant le concert de Jimi Hendrix, il enregistre la batterie, les percussions, les guitares de Jimi et Larry, la basse de Billy et les voix, toutes sur une piste indépendante. Mitch Mitchell a rencontré des difficultés à jouer : « Ce que la plupart des gens ne réalisent pas, c'est que l'équipement sonore à cette époque faisait cruellement défaut en particulier en matière de moniteurs. Je n'avais rien, alors je devais me guider d'après les mains des gens. On ne pouvait pas entendre ce qu'on faisait, alors ça a été très compliqué. En tant que groupe, le groupe à Woodstock laissait à désirer »
Eddie Kramer confirme : 
« Je n'ai jamais été vraiment emballé par ce qu'ils essayaient de faire. C'était vraiment, vraiment approximatif. Le pauvre Mitch essayait de garder le rythme, tout comme Billy. Ça a parfois fonctionné, mais il faut se focaliser sur Jimi. Jimi est celui qui conduit l'ensemble. Sans sa capacité à maintenir le rythme, à tenir le pouls, à garder l'ambiance et, de façon générale, à faire avancer les choses, cela aurait été... je veux dire, c'était un peu bordélique, mais Jimi est celui qui s'est démarqué, comme toujours. »

### Épilogue
À la suite du concert, la formation organise plusieurs sessions d'enregistrement au Hit Factory à New York fin août et début septembre durant lesquels seront enregistrées certaines ébauches de chansons tel que Izabella et Message to Love. Mais ces séances seront peu productives (aucun album ne sera tiré de ces séances) et après deux autres concerts début septembre, le groupe se sépare. Mitch Mitchell et Billy Cox s'accordent sur le fait que le groupe ne progressait pas musicalement.
D'après les enregistrements pirates, la formation a travaillé et enregistré les chansons Message to the Universe (futur Message to Love parue dans l'album Band of Gypsys, cette version apparait dans l'album posthume South Saturn Delta), Easy Blues (parue dans People, Hell and Angels) et Jam Back At The House (futur Beginnings parue dans First Rays of the New Rising Sun) le 28 août, Izabella et Machine Gun le lendemain. La semaine suivante, le groupe retrouve le studio Hit Factory le 4 septembre, mais ne se concentre à nouveau sur de nouvelles chansons que deux jours plus tard (après avoir passé la journée du 4 à jammer) : L'instrumental Valleys Of Neptune, Blues For Me And You et Lover Man. La dernière session remonte ainsi au 15 septembre durant laquelle est travaillée Stepping Stone,.

## Caractéristiques artistiques et portée historique
Au mois d'août 1969, Jimi Hendrix est l'une des têtes d'affiche du Festival de Woodstock. Sans le film, la performance de Jimi Hendrix ne serait certainement pas devenue légendaire : le Gypsy Sun & Rainbows n'entre en scène que le matin du lundi 18 août 1969, ce qui explique un public clairsemé lorsqu'il se produit. Il est primordial de souligner que les mixages des différentes versions audio et vidéo mettent presque systématiquement le trio Hendrix/Cox/Mitchell en avant. Ainsi, le guitariste Larry Lee et les deux percussionnistes sont en retrait dans le mixage. 
Interviewé par Steven Roby, Juma Sultan regrettera amèrement le mixage "power trio" du Gypsy Sun & Rainbows, trouvant dommage d'avoir supprimé le foisonnement de percussions qui accompagne Star Spangled Banner. Selon lui, le procédé était d'autant plus limite que le mixage ne correspondait absolument pas à l'idée que Jimi Hendrix avait du groupe. Inversement, John McDermott défend que le jeu foisonnant de Mitch Mitchell ne se mariait pas avec celui des deux percussionnistes, qu'il n'était pas toujours assez carré pour que cela puisse sonner. 
Hendrix était manifestement intéressé par l'idée de jouer avec des percussionnistes : les percussionnistes de Santana ont ainsi participé à la jam session du Tinker Street Cinema quelques jours plus tôt. Quant à Larry Lee, il revenait alors du Vietnam, et n'était certainement pas prêt à un tel évènement : il joue faux la plupart du temps, et sa qualité de jeu est inférieure à celle d'Hendrix. Seul son chant était en place et opère convenablement. Mais les deux titres qu'il chanta alors n'ont à ce jour jamais eu les honneurs d'une publication officielle.
Si les enregistrements pirates de la performance du Gypsy Sun & Rainbows montrent que le groupe n'était pas toujours en place, il n'empêche que la seconde partie du concert, portée à bout de bras par un Hendrix pourtant épuisé, reste l'un des plus grands moments d'improvisation de l'histoire de la musique rock.  
L'interprétation de l'hymne américain par le guitariste, véritable Guernica musical est le point d'orgue du festival. Plus proche ici du free jazz que de la musique rock, son approche de la guitare y est totalement révolutionnaire. D'autres guitaristes avaient utilisé le vibrato ou le feedback (comme Jeff Beck au sein des Yardbirds) avant lui. Mais il est le premier à avoir construit un langage inédit reprenant toutes ces techniques comme vocabulaire. Le passage central montre une vision musicale allant largement au-delà de genres établis comme le blues ou le rock : cris, bombes, Hendrix plonge avec sa musique dans l'univers de ses contemporains. Sa maîtrise du feedback sur les ultimes notes montre sa maîtrise des effets sonores (diversité des choix et réactivité instantanée). Avec Star Spangled Banner, Hendrix cristallise toute l'ambiguïté de l'intervention militaire des États-Unis au Viêt Nam. Il se situe ainsi clairement dans le mouvement pacifiste de la jeunesse de l'époque, comme de nombreux autres artistes : Joan Baez, par exemple, qui sera même emprisonnée de ce fait en 1967, ou Jim Morrison et les Doors, avec leur chanson The Unknown Soldier (« Le Soldat Inconnu », mars 1968), se terminant par ce "slogan" répété ad libitum par Morrison : « War is over! » (« La guerre est finie ! ») qui sera repris lors des manifestations. Il est indéniable que cet engagement des artistes aux côtés de la jeunesse contestataire, et ce Star-Spangled Banner si particulier d'Hendrix, très vite devenu célèbre, joueront un rôle, comme les photos de presse montrant les horreurs de la guerre, dans le retournement de l'opinion publique américaine et mondiale dans le sens de l'opposition à la guerre du Viêt Nam à la fin des années 1960 / début des années 1970. 

## Parution et réception
Avant la publication du concert en album, certaines chansons sont publiés officiellement sur les albums résumant le festival : 
- le triple album Woodstock, publié du vivant de Jimi Hendrix, présentait le point d'orgue de la performance (du final de Voodoo Child (Slight Return) jusqu'à Villanova Junction, le passage a cappella désormais appelé Woodstock Improvisation étant supprimé du montage) ;
- le double album Woodstock II, publié début 1971, consacrait une face entière à la performance du Gypsy Sun & Rainbows : elle comprenait une version éditée de Jam Back At The House (connue sous le nom de Beginnings), Izabella (éditée elle aussi), et Hear My Train a Comin'.

### Jimi Hendrix: Woodstock
Albums de Jimi Hendrix
Bleeding Heart
(1994) Blues (album de Jimi Hendrix)
(1994)
Afin de célébrer le 25e anniversaire de la prestation du Gypsy Sun and Rainbows au festival de Woodstock, Alan Douglas publia une compilation de la performance du sextette de Jimi Hendrix en août 1994 : Jimi Hendrix: Woodstock.

#### Liste des chansons
1. Introduction
2. Fire
3. Izabella
4. Hear My Train A Comin'
5. Red House
6. Jam Back At The House (Beginnings)
7. Voodoo Child (Slight Return)/Stepping Stone
8. The Star Spangled Banner
9. Purple Haze
10. Woodstock Improvisation
11. Villanova Junction
12. Farewell

#### Analyse de l'album
L'album monté et remixé par Douglas fut alors presque unanimement salué par les amateurs et la critique car outre une nette amélioration de la qualité audio de la performance (par rapport au documentaire et aux albums Woodstock et Woodstock II), c'était faire preuve de cohérence que de regrouper celle-ci sur un seul support.
Fidèle à son habitude, Alan Douglas a non seulement lourdement édité plusieurs titres de son recueil (Hear My Train A Comin', Red House, Jam Back At The House et Voodoo Child (Slight Return)), mais il a aussi modifié l'ordre des titres :
1. Message To The Universe
2. Hear My Train A Comin' [plage 4]
3. Spanish Castle Magic
4. Red House [plage 5]
5. Mastermind (chanté par Larry Lee)
6. Lover Man
7. Foxy Lady
8. Jam Back At The House [plage 6]
9. Izabella [plage 3]
10. Gypsy Woman~Aware of Love (chanté par Larry Lee)
11. Fire [plage 2]
12. Voodoo Child (Slight Return) [plage 7]
13. Star Spangled Banner [plage 8]
14. Purple Haze [plage 9]
15. Woodstock Improvisation [plage 10]
16. Villanova Junction [plage 11]
17. (transition) [Plage 12]
18. Hey Joe

Autant la sauce ne prenait pas sur sa version du concert de l'Ile de Wight (Live Isle of Wight '70), autant le remontage de Douglas est ici plutôt réussi : la dynamique de la performance est amplifiée, et surtout, il n'y a rien à jeter. Jimi Hendrix: Woodstock est une compilation presque idéale de la performance de Jimi Hendrix à Woodstock, bien plus accessible que le double album désormais disponible, moins dense, et sans doute plus difficile d'accès pour le grand public.

#### Live At Woodstock: le film
1. Fire
2. Izabella
3. Red House
4. Jam Back At The House
5. Voodoo Child (Slight Return)
6. Star Spangled Banner
7. Purple Haze
8. Woodstock Improvisation
9. Villanova Junction

Le DVD disponible dans le commerce est en fait la réédition de la VHS publiée du temps d'Alan Douglas au début des années 1990 : cela explique pourquoi l'ordre des titres est modifié selon le même schéma que la première version CD (Jimi Hendrix : Woodstock).
C'est une compilation intéressante, mais un peu courte, de la performance du Gypsy Sun & Rainbows. Elle est désormais quelque peu obsolète depuis la publication de la version Deluxe en septembre 2005.

### Live at Woodstock
La famille du guitariste (sous le nom de Experience Hendrix LLC) ayant récupéré les droits à Alan Douglas décide de publier la quasi intégralité du concert en 1999 pour les trente ans du concert. L'album, produit dans le cadre de la famille Experience Hendrix, remplace l'album Woodstock de 1994 produit par Alan Douglas, qui contient de moins en plus (tournure pas claire) de pistes éditées.
Beaucoup de morceaux de cet album sont sortis en 1994 sur Woodstock. Comme pour la version précédente, le medley du guitariste rythmique Larry Lee de Gypsy Woman / Aware of Love (les deux chansons à l'origine par The Impressions) et son Mastermind ne sont pas inclus. Mastermind a été joué entre Red House et Lover Man tandis que Gypsy Woman / Aware of Love a été joué entre Izabella et Fire. Le solo de Lee sur Red House et le solo de batterie de Mitch Mitchell sur Jam Back at the House ont été édités.
Une version DVD à deux disques de la performance a été publiée le 13 septembre 2005, et une version Blu-ray à disque unique a été publiée le 25 novembre 2008.

#### Le second film: Deluxe 2 DVD Edition
Le premier DVD présente la vidéo couleur de la performance de Hendrix. Même si c'est à tort qu'il est indiqué que le concert est présenté intégralement et sans cut, c'est tout de même une nette amélioration de la vidéo précédente. Les deux titres chantés par Larry Lee sont toujours absents, Red House coupée.
Le second DVD présente une bonne partie du concert filmé en noir et blanc par un amateur, montrant la performance du Gypsy Sun & Rainbows sous un autre angle.
Cette nouvelle édition présente aussi :
- The Road To Woodstock, où les acteurs du festival nous replongent dans le contexte de la performance ;
- La conférence de presse donnée par Hendrix le 3 septembre 1969 à Harlem où il annonce sa performance en faveur de l'United Block Association et revient sur sa performance de Star Spangled Banner ;
- Nashville Roots, où Billy Cox et Larry Lee se souviennent du chitlin circuit ;
- Eddie Kramer qui revient sur les conditions extrêmes d'enregistrement de la performance du Gypsy Sun & Rainbows ;
- Quelques bonus : des photos, notes manuscrites de Jimi Hendrix.

Cette édition Deluxe était certes améliorable mais elle a été saluée comme étant une véritable réussite.

## Fiche technique

### Liste des chansons
Toutes les chansons sont écrites par Jimi Hendrix, sauf The Star-Spangled Banner (Francis Scott Key, John Stafford Smith) et Hey Joe (Billy Roberts).

#### Disque 1
1. Introduction – 2:21
2. Message to Love – 7:21
3. Hear My Train A Comin' – 9:49
4. Spanish Castle Magic – 7:05
5. Red House – 5:24
6. Lover Man – 5:11
7. Foxy Lady – 5:06
8. Jam Back at the House – 7:44

#### Disque 2
1. Izabella – 6:42
2. Fire – 3:42
3. Voodoo Child (Slight Return) – 13:40
4. The Star-Spangled Banner (Francis Scott Key, John Stafford Smith) – 3:43
5. Purple Haze – 4:23
6. Woodstock Improvisation – 3:59
7. Villanova Junction – 4:28
8. Hey Joe (Billy Roberts) – 5:22

### Interprètes
Les membres du Gypsy Sun & Rainbows sont :
- Jimi Hendrix : Guitare, chant
- Larry Lee : Guitare rythmique
- Billy Cox : Basse, Chœurs
- Juma Sultan : Percussions
- Jerry Velez : Congas
- Mitch Mitchell : Batterie

### Équipe de production
- Eddie Kramer : ingénieur du son (durant tout le festival), production, mixage
- Lee Osbourne : assistant ingénieur du son (durant tout le festival)
- Michael Wadleigh : réalisateur du film Woodstock consacré au festival d'où est tiré le film du concert
- Janie Hendrix : production de l'album
- John McDermott : production de l'album
- Alan Douglas : production et mixage de l'album Jimi Hendrix: Woodstock en 1994